# Берестейський замок

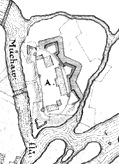
Берестейський замок, 1657 рік

Берестейський замок (біл. Берасьцейскі замак) — оборонна споруда біля річок Буг та Мухавець. Спочатку був побудований у Х столітті, ймовірно, з метою колонізації місцевих балтських племен ятвягів. Пізніше за оборонним ровом, також між річками Буг та Мухавець виросло й місто Берестя.
Берестейський замок залишався дерев'яним до кінця XVI століття, коли його замінили бастіонними укріпленнями. Займав площу більше 2 гектарів, мав п'ять веж, одна з яких була прохідною і вела до міста. У середині ХІІІ століття галицько-волинські князі з метою посилення оборони побудували на одному з кутів замку муровану вежу-стовп. На сьогодні від неї нічого не збереглося, але літописець згадує, що вона була схожа на Кам'янецьку. У XIV столітті замок захоплювали лицарі Тевтонського ордену, поляки, в 1500 році витримав облогу кримських татар. У XVI столітті дерев'яні вежі та стіни замку мали підсябиття. 1525 року берестейський замок згорів.
Наприкінці XVI століття замок, укріплений земляними бастіонами, увійшов до ланцюга загальноміських укріплень.
Відбудований замок було зруйновано під час антифеодальної війни 1648—1651 років. Відновлений під час війни між Росією та Річчю Посполитою 1654—1657 років. 1657 року його захопили шведи, в 1660 і 1661 роках — росіяни, 1705 року під час Північної війни — знову шведи.
У 1830-х роках замок, як і цегляну вежу, зруйновано російською владою під час будівництва п'яти бастіонів Берестейської фортеці.
Зображення замку було вміщено на пам'ятнику будівництву Брестської дороги у Варшаві.